# Armaillé
Armaillé település Franciaországban, Maine-et-Loire megyében. Lakosainak száma 317 fő (2022. január 1.). Armaillé Juigné-des-Moutiers és Ombrée d’Anjou községekkel határos.

## Népesség
A település népességének változása:
| Lakosok száma | 403  | 307  | 297  | 298  | 302  | 313  | 314  | 319  | 319  | 317  |
|               | 1968 | 1982 | 1990 | 2006 | 2013 | 2015 | 2017 | 2019 | 2020 | 2022 |